# Riverland
Riverland je region Jižní Austrálie, který se rozkládá na ploše 9386 km² podél řeky Murray, tekoucí do Jižní Austrálie z Nového Jižního Walesu a Victorií dolů do Blanchetownu. Mezi hlavní městská střediska patří Renmark, Berri, Loxton, Waikerie, Barmera a Monash, spolu s řadou menších měst, přibližně s 35 000 obyvatel.
Riverland se nachází 150 až 280 km severovýchodně od Adelaide a 120 až 250 kilometrů od Mildury ve Victorii po Sturtově dálnici.
Riverland má středomořské podnebí s teplými suchými léty a poměrně mírnými zimami, s teplotami vyššími o několik stupňů nad úrovní Adelaide. Průměrná letní je 32,5 °C, zimní průměr 16,2 °C a průměr srážek činí 260,6 milimetru.

## Historie
Historie Riverslandu je pevně spojena se zavlažováním a schopností pěstovat plodiny, která nabízí teplé středomořské klima, veliké množství úrodné půdy a snadno dostupný zdroj vody (řeka Murray).
Prvním okresem, který vznikl v oblasti, byl Renmark v roce 1887 osídlen bratry Chaffeyovými, kteří také založili zavlažovací čtvrť Mildura v sousedním regionu Sunraysia. Další osady následovaly v roce 1890 - Holder, Kingston, Lyrup, Moorook, Murtoa, New Era, New Renmark, Pyap, Ramco a Waikerie.
Některé z těchto zavlažovací systémů byly vyvinuty jako reakce vlády na hospodářské deprese v roce 1890, kde bylo cílem přivést energii, talent a kapitál do opouštěné Jižní Austrálie pomocí Vesnickému osídlovacímu programu.
V roce 1901 doporučila královská komise, aby se osady rozdělily a pronajaly jednotlivým osadníkům místo vesnických sdružení a časem se většina z těchto oblastí stala vládními zavlažovacími oblastmi.
Vojenská osídlení byly později přidělována pro navrátivší se vojáky v Berri, Chaffey, Cadell a Cobdogla od roku 1917, s Loxtonem a Cooltongem z roku 1946. V letech 1956 a 1961 byly založeny soukromé osady Sunlands / Golden Heights. Vzhledem k tomu, že čerpací technika se stává cenově dostupnější a efektivnější díky novému vývoji, dochází prostřednictvím soukromého zavlažování, kde zavlažovači provozují své vlastní čerpací infrastruktury z řeky. Obchodování s vodou umožnilo další růst těchto osad od počátku devadesátých let 20. století, kdy Riverland nakupoval vodu od uživatelů pastvin ve vedlejších státech nebo z nižší dolní oblasti Murray, aby rozšířila vinařský a mandlový průmysl. Část tohoto vývoje byla financována prostřednictvím řízených investičních programů. Nyní je většina zavlažování v soukromých rukách.
Centrální zavlažovací trust spravuje většinu zásobovaní okresu a to celkem 13 000 ha. Také je zde Renmarkský zavlažovací trust, který dodává vodu na 4,700 ha půdy. Voda je čerpána z řeky Murray. Mnoho z měst bylo zřízeno k přesídlením vojáků po jejich návratu od první světové války nebo druhé světové války. Většina měst byla zřízena jako samostatné zavlažovací oblasti.
Během druhé světové války byl v regionu internační tábor pro lidi japonské, německé a italské národnosti nebo původu. Tento tábor byl založen v Loveday, ale dnes zůstalo jen málo stop o jeho existenci.

## Ekonomika
Hospodářství Riverland je tvořeno primárně výrobou. Oblast má udržitelné komparativní výhody pro zavlažované zahradnictví s vysokou hodnotou, včetně půdy, klimatu, spolehlivosti zásobování vodou, osvědčených postupů pro zavlažování, schopnost rozšiřovat pestrost plodin, status osvobození od ovoce a blízkost trhů.
Riverland je největší australský region produkující víno, kde roste přes polovinu vinných hroznů (63% v roce 2014) Jižní Austrálie. Většina hlavních australských vinařských společností vyprodukovala z Riverlandu významné množství hroznového vína.
V roce 2013 produkoval 22% vína Austrálie s přibližně 21 000 hektary vinných hroznů, které vyrobilo více než 1 000 pěstitelů.
Riverland je také významnou pěstitelskou oblastí mandlí a ovoce, zde se produkuje 18 procent australských mandlí a 7 procent australského čerstvého ovoce.
Riverlandské šťávy a mléčné nápoje jsou vystaveny v regálech supermarketů po celé Austrálii i v zahraničí.
Zemědělský průmysl je největším zaměstnavatelem v oblasti. V regionu se nachází přibližně 3000 farmářských podniků.

## Doprava
Riverland se nachází na hlavním východním státním tranzitním spoji, které spojuje Adelaide s východními státy.
Silnice: Sturt Highway, součást národní dálniční sítě, je hlavní cestou spojující Riverlandskou oblast s mezistátním a zámořským nákladním spojením na Adelaidský vnější přístav a Adelaidské letiště. Hlavní silnice poskytují regionální přístup mezi městy, stejně jako vedlejší cesty k hlavním regionálním oblastem, jako je Murray Bridge.
Letecká doprava: Renmark má regionální letiště, které poskytuje služby pro lehká letadla a potenciál pro budoucí rozšíření dopravních služeb. Letiště Waikerie má zapečetěnou přistávací dráhu a je provozním letištěm.

## Rekreace
Oblast je známá svými přírodní půvaby, možnost procházky pro pěší, jízda na koni nebo projížďky (jízda na horském kole nebo silničním kole), plavba v kanoi nebo kajakem na řekách a potůčcích, nebo si můžete užít plachtění na ježeře Bonney, zorbing nebo windsurfing. Jezero Bonney se stalo rovněž místem, kde 23. listopadu 1964 dosáhl Don Campbell v jeho lodi BlueBird Australský rychlostní rekord rychlostí 348 km/h.
Region má také pestrou kulturu motorsportu s možnostmi jízdy na čtyřkolkách, jízdu na trase nebo jízdu na motokrosu, go-kart a speedway.